# Distretto di Aldarhaan
Il distretto di Aldarhaan è uno dei ventiquattro distretti (sum) in cui è suddivisa la provincia del Zavhan, in Mongolia. Conta una popolazione di 3.708 abitanti (censimento 2005). 